# Morad Mohammadi
Morad Mohammadi, född den 9 april 1980 i Sari, Iran, är en iransk brottare som tog OS-brons i fjäderviktsbrottning i fristilsklassen 2008 i Peking. 